# Easy (Tokio Hotel)
Easy è un singolo della band tedesca Tokio Hotel, pubblicato il 20 ottobre 2017. È il quarto estratto da Dream Machine.
Il singolo comprende due tracce, ovvero la versione radiofonica di Easy e la sua versione strumentale.

## Tracce
1. Easy - Radio Version – 4:25
2. Easy (versione strumentale) – 4:25